# 黑薙站
黑薙站（日语：／ Kuronagi eki */?）是位於富山縣黑部市宇奈月町音澤，屬於黑部峽谷鐵道本線的車站。

## 歷史
- 1927年 日本電力專用鐵道開通。通稱「後曳站」。此站原本位處於林道中，後來改變為鐵路。同年柳川原發電站本體工程完成。
- 1953年11月16日 關西電力取得地方鐵道許可，開設客運業務，後曳站（日语：／）啟用[1]。
- 日期不詳 - 車站改名為黑薙站[1]。
- 1971年7月1日 關西電力分拆公司，成為黑部峽谷鐵道車站。

## 車站構造
本站是地面車站，設有1面1線的單式月台，並且無法進行列車交會。此站是有人車站。一般情況下是旅客車站，但關西電力專用列車也會停靠此站（專用列車中，一般乘客不可上落車）。月台部分位置位於跨越黑薙川的鐵橋「後曳橋」上。站内沒有職員負責售票車票。在此站乘車的乘客在車上以不同等級取得乘車站證明書，後來在終點站結算車費。而此站至欅平站之間的區域是位於中部山岳國立公園的特別地區。
在黑薙川上流設有黑薙第二發電站。於二見取水堰堤處設有關西電力黑部專用鐵道的黑薙支線。在月台可看見支線的隧道。行走於支線上的列車班次較少，過去在職員的許可下，乘客可經過該隧道捷徑前往黑薙溫泉。在2009年後由於保安原因而禁止讓一般旅客進入該處。

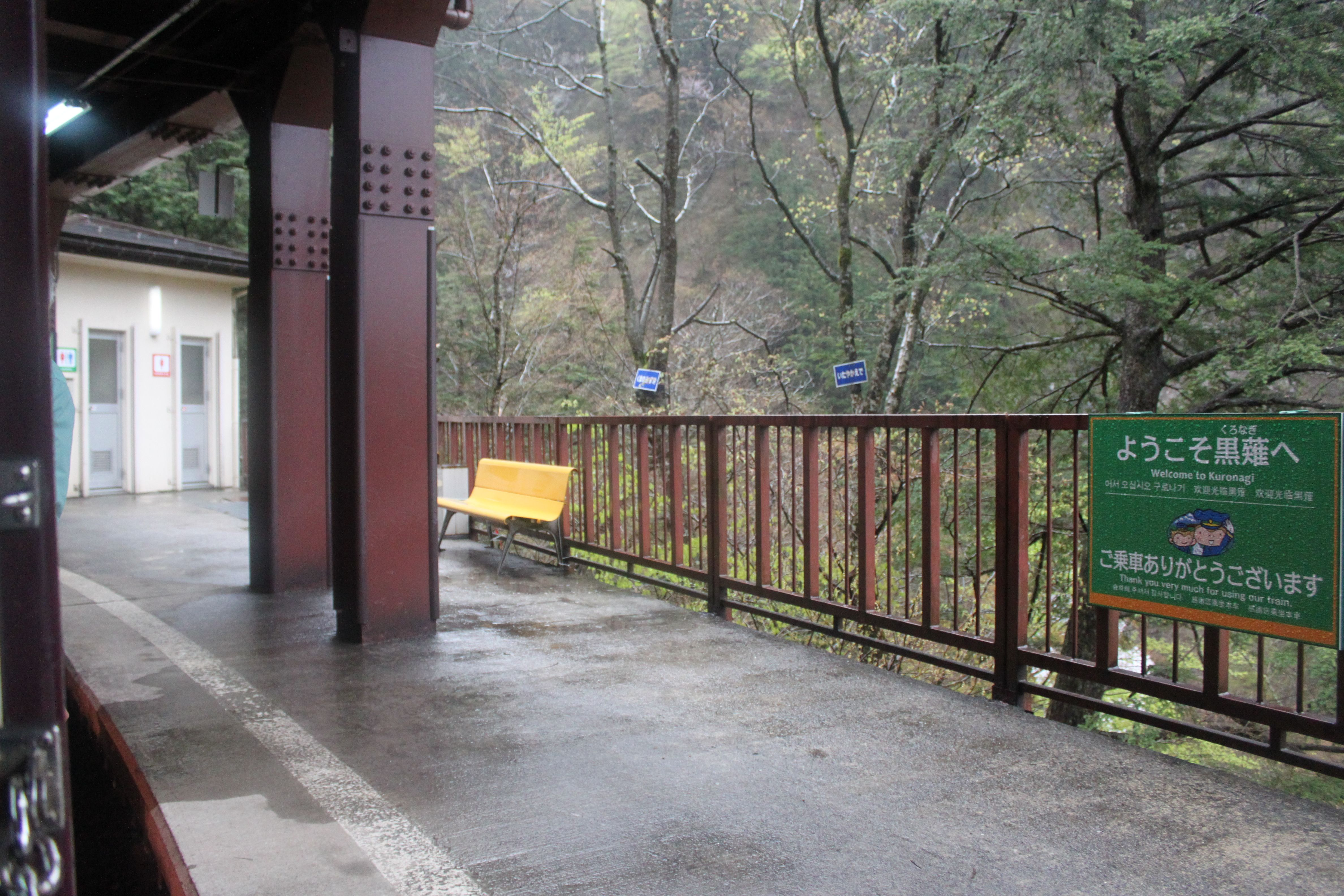
月台(2011年5月)

## 車站周邊
- 黑薙溫泉（日语：黒薙温泉）

## 相鄰車站
黑部峽谷鐵道
本線
關西電力專用列車
森石－黑薙－笹平
旅客列車
宇奈月－黑薙－鐘釣
- 部分列車通過此站（在11月中旬的最後行走日為11月30日。由於夏季班次比較少，因此當時所有旅客列車停車）。

關西電力黑部專用鐵道
黑薙支線
關西電力專用列車
黑薙二見

## 注腳
1. 1 2  今尾惠介監修《日本鉄道旅行地図帳 6号北信越》 新潮社 2008年10月18日 p.39